# ツルタケ
ツルタケ (鶴茸、学名: Amanita vaginata) は、ハラタケ目テングタケ科テングタケ属の中型のキノコ（菌類）の一種。和名の由来は、傘の大きさに対して柄が細長く鶴の立ち姿を思わせることや、灰色がかった色彩がマナヅルやナベヅルの色とよく似ているため、このように呼ばれている。地方により、ササムタシ（秋田県）、チョッコラ（新潟県）などの地方名でもよばれている。

## 分布・生態
世界的に広く分布しており、市街地の公園から亜高山帯までかなりの範囲で発生する。
菌根菌（菌根性）。夏から秋にかけて、海岸近くのマツ林の中や高山の針葉樹林、ブナ、ナラ、シイなど雑木林の樹下に発生する。他のテングタケ科同様に樹木の根と外生菌根を形成し栄養や抗生物質のやり取りなどを行う共生関係にあると考えられている。樹種をえり好みせず子実体は各種の林床から発生する。ときに樹木の周囲に菌輪を形成する。

## 形態
子実体は傘と柄からなる。傘は直径3 - 10センチメートル (cm) 程度で、表面は灰色か濃灰色で全体に均一であるが中央はやや濃色。傘の縁には明瞭に放射状の条線が出る。傘の表面に、ときどき白色の膜片（ツボの破片）をつける個体も見られる。若いうちは傘は鐘形だが、のちに半球形になり、成菌になるとほぼ水平になる程度まで開き、老菌では反り返る。ひだは白色か淡い灰色で密、柄に対しては離生する。
柄の長さは8 - 15 cmとよく伸びる。柄を縦に裂くと中空になっている。色は白色。天候の影響によっては、柄が多少ささくれ鱗片状になる場合もある。柄の根元には白色のツボを持つ。テングタケ属のキノコの多くは、柄にツバ（内皮膜）とツボ（外皮膜）を持つことで特徴づけられるが、ツルタケはツバを持たないことが特徴である。肉はヨウ素水溶液に反応しない（非アミロイド）。胞子は無色で球形。

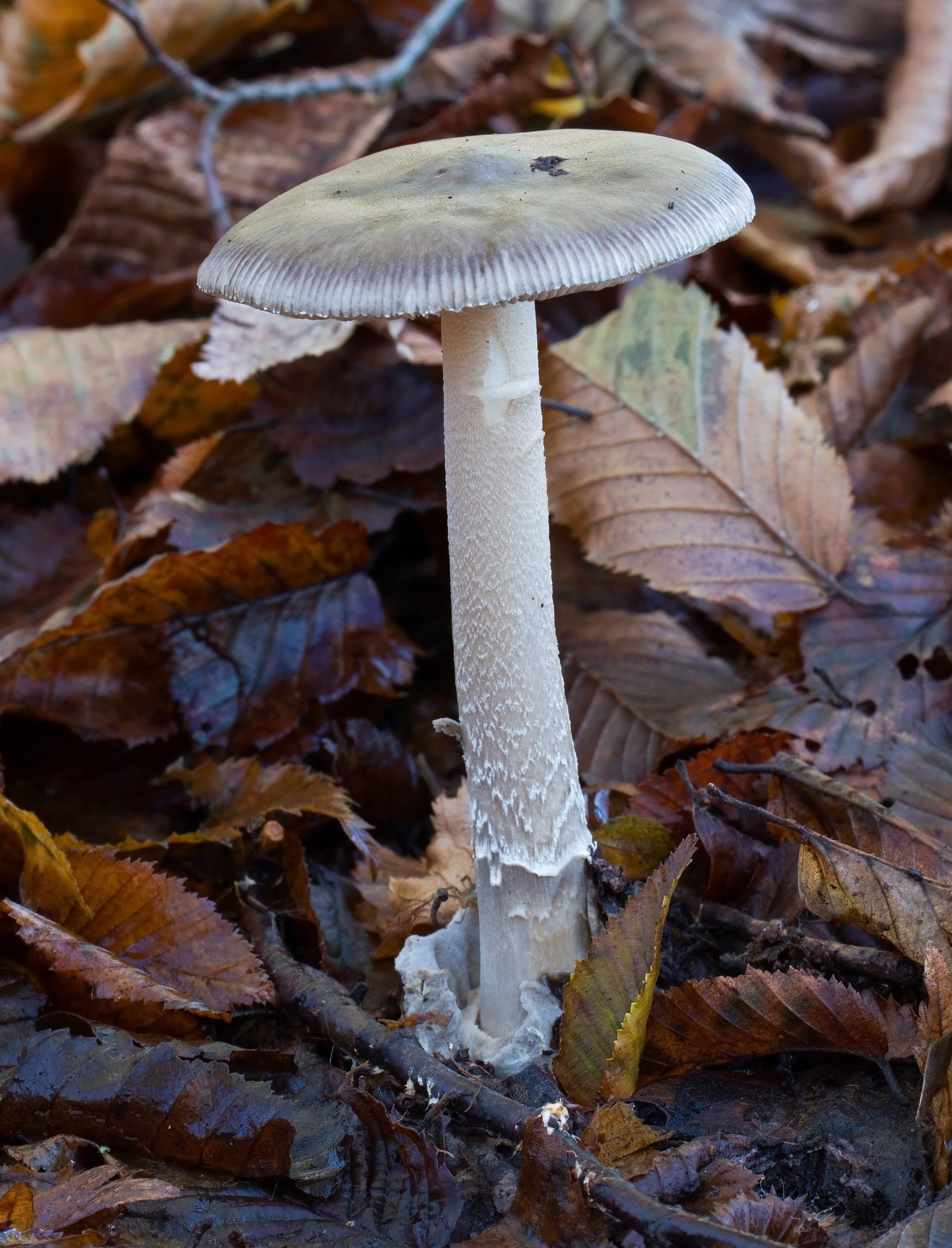
傘は水平まで開き、明瞭な条線、この個体の柄はだんだら模様
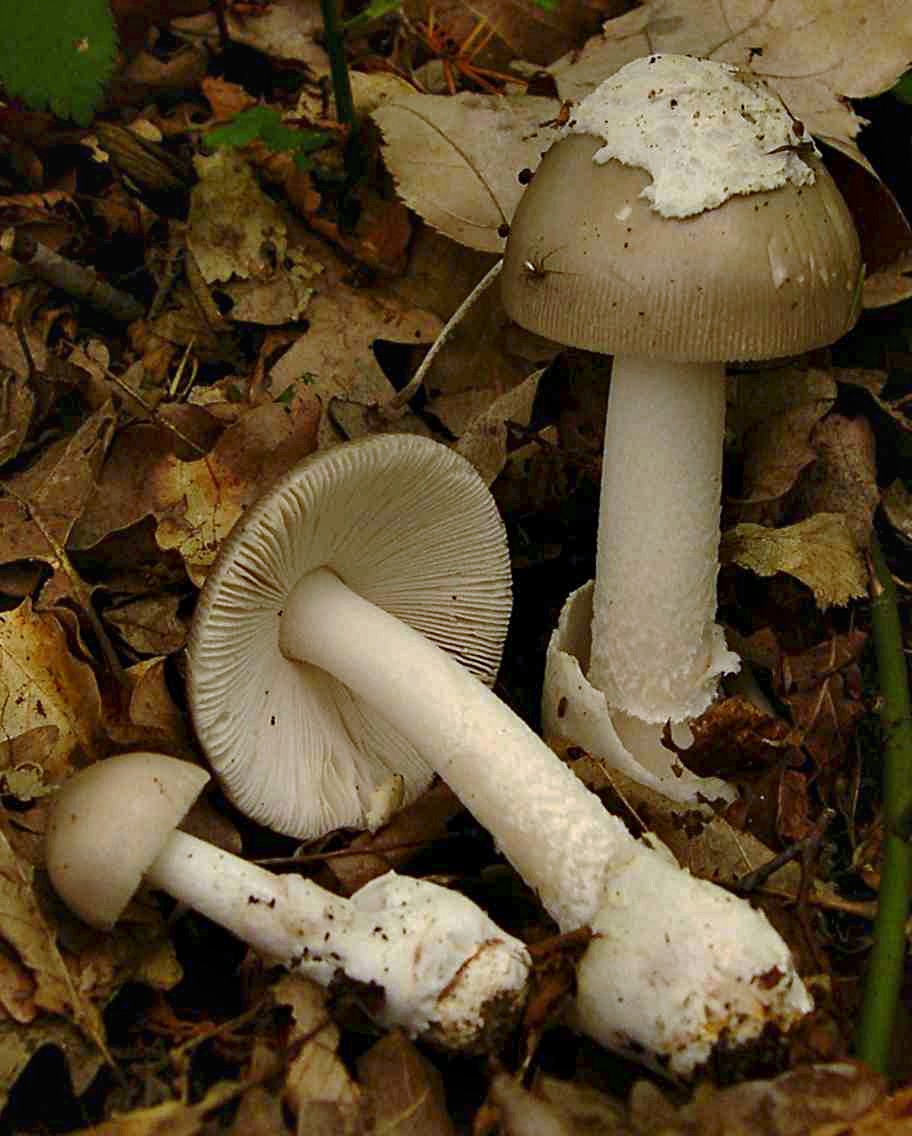
ツボは持つが、ツバを持たない。ひだは白色
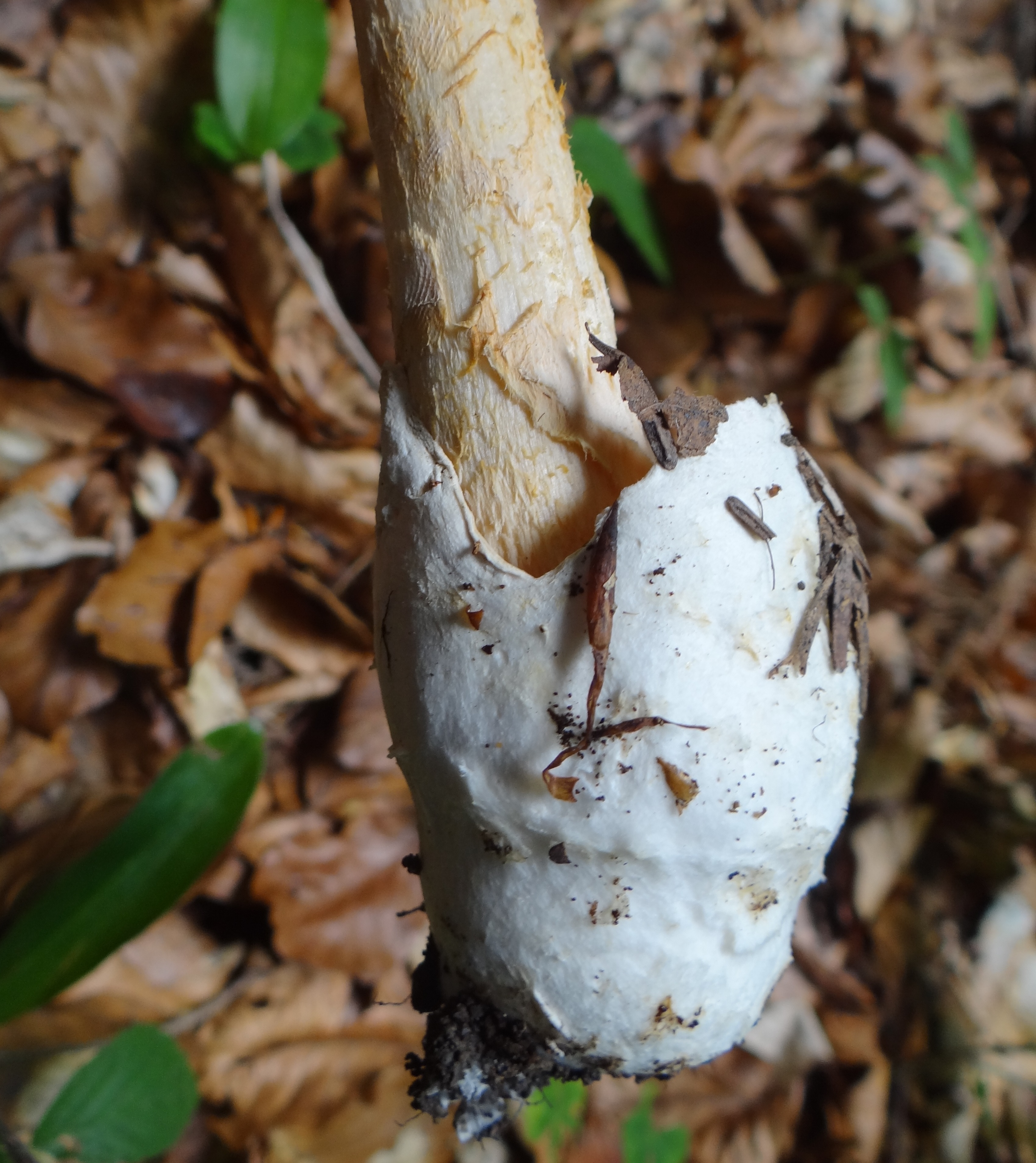
ツボは膜質
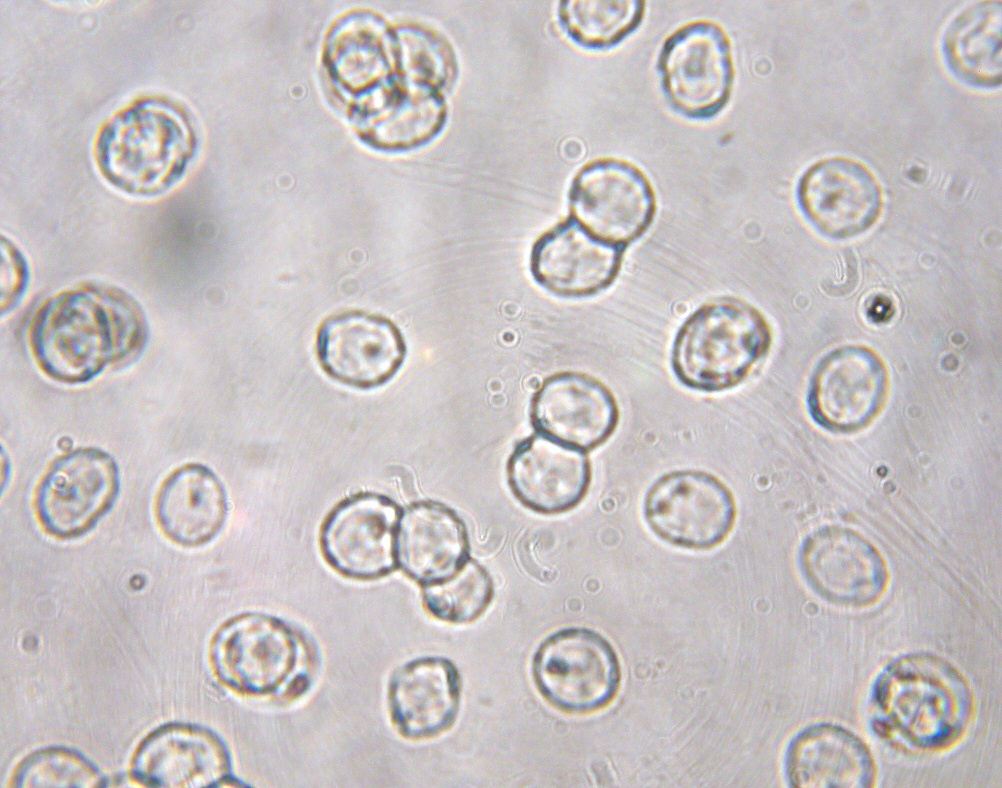
胞子

## 食毒性
可食とされるが生食は中毒するといわれる。また本種を毒キノコとして扱う図鑑もある。テングタケ属の多くは毒キノコであり、実際にタマゴタケ (Amanita caesareoides) 以外のテングタケ属キノコを食用としているのは少数派である。
食用にする場合は、下処理してバター炒め、鉄板焼き、すき焼き、野菜炒め、きのこ汁、けんちん汁、豚汁などに調理すると紹介されている。
しかし、毒成分として溶血性タンパク質が含まれいることが知られており、食後数十分から24時間までの間に、腹痛、嘔吐、下痢、頻脈、不安感など、胃腸系と神経系の中毒を引き起こし、特に生食ではひどい溶血を起こすといわれている。

## 類似種
ツルタケのような外観的特徴を持つテングタケ属のキノコには、数多くの近縁種・変種が認められ、その定義については研究者によって見解が分かれている。
シロツルタケ（Amanita vaginata var. alba）は本種の白色変種とされている種で色以外は同じである。カバイロツルタケ（Amanita fulva）は色が樺色から褐色。テングツルタケ（Amanita ceciliae）は傘に外皮膜の破片が付着する。ツルタケダマシ（Amanita spreta）は傘に条線を持ち色合いも本種と似ているが、柄にはツバを持つ。
ドクツルタケ（Amanita virosa）は全体が白く、傘には条線が現れない点、柄の上部にツバがある点などが大きな違いである。ただし、ツバは脱落している可能性にも留意すること。ひだは白色で、柄はささくれるかだんだら模様が浮き出る。柄の根元にはしっかりとした白色のツボを持つ。肉は水酸化カリウム水溶液に反応して黄変、ヨウ素水溶液に反応し青変する（アミロイド性）。広葉樹針葉樹問わず発生する。シロタマゴテングタケ（Amanita verna）は全体に白く、傘の条線やツバがあることはドクツルタケと同じ。子実体はドクツルタケよりは小型で柄は滑らか。水酸化カリウム水溶液には反応しない。クロタマゴテングタケ（Amanita fuliginea）は常緑ブナ科広葉樹（シイ、カシ）林内に発生する。傘は黒色で辺縁部ほど色が薄く、しばしばかすり模様が現れる。傘の条線は無い。ひだは白色。

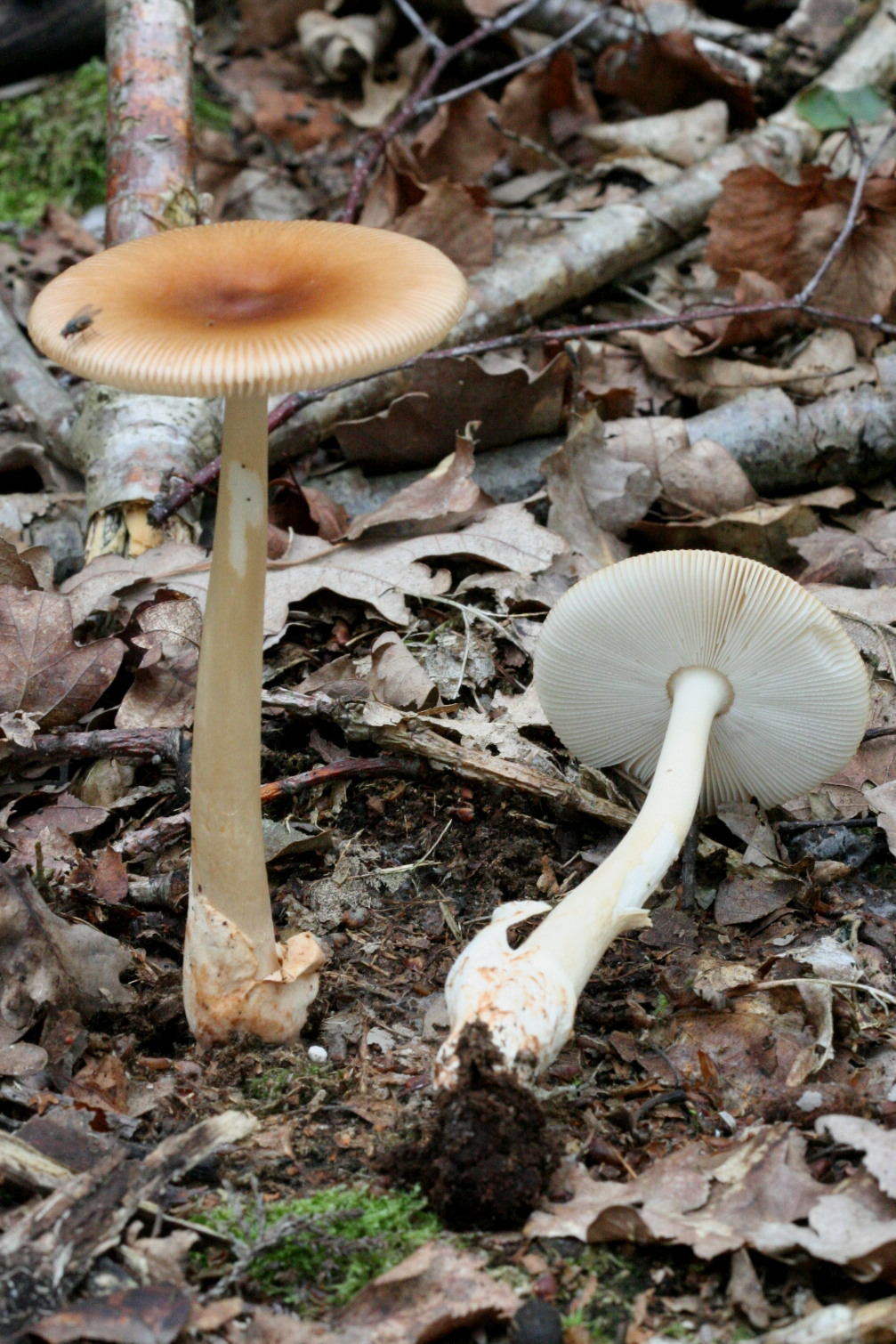
参考：カバイロツルタケ
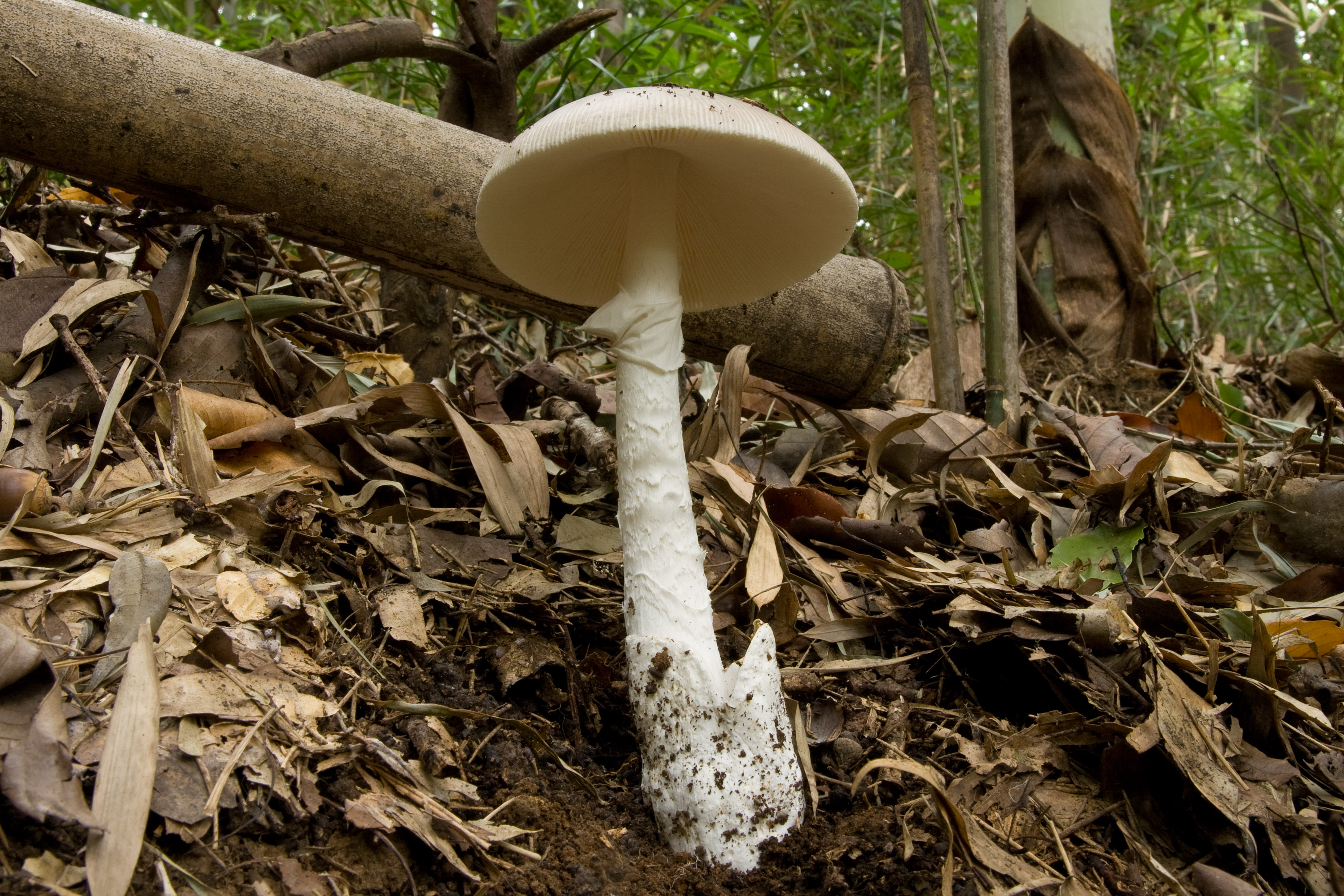
参考：ツルタケダマシ
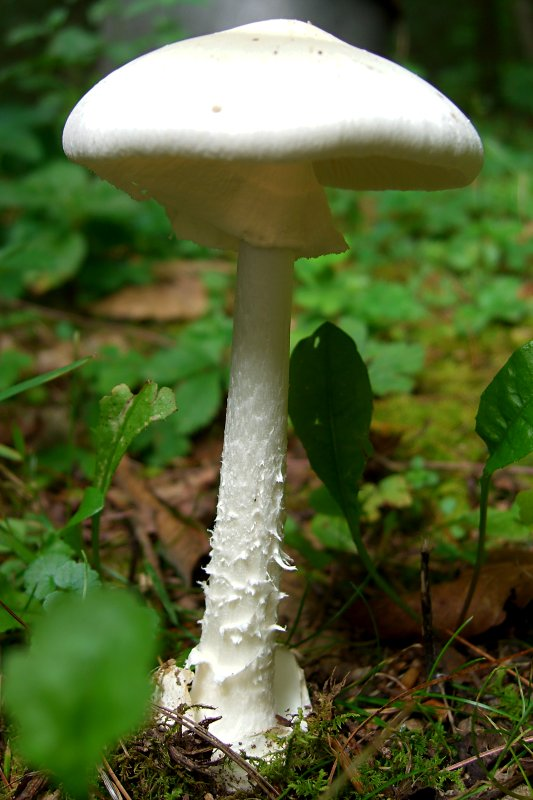
参考：ドクツルタケ 傘に条線なくツバあり
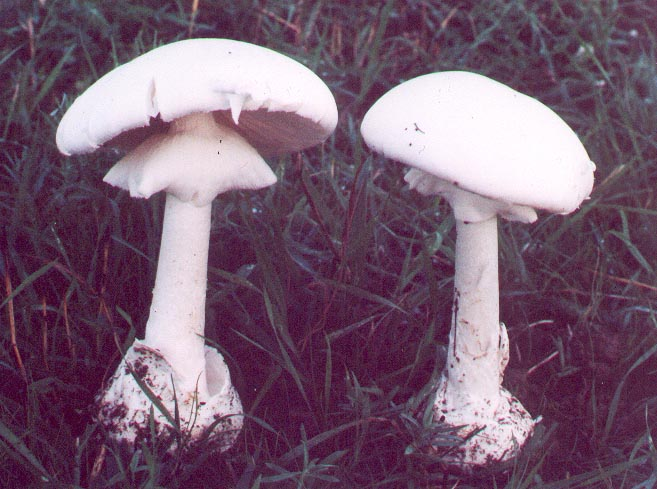
参考：シロタマゴテングタケ